# سیارک ۱۱۰۴۰
سیارک ۱۱۰۴۰ (به انگلیسی: 11040 Wundt، نامگذاری:1989RG1) یازده هزار و چهلمین سیارک کشف شده‌است که در ۳ سپتامبر ۱۹۸۹ کشف شد.
قدر مطلق سیارک برابر ۱۵٫۸۰ است.